# Androcymbium striatum
Androcymbium striatum là một loài thực vật có hoa trong họ Colchicaceae. Loài này được Hochst. ex A.Rich. miêu tả khoa học đầu tiên năm 1850.